# Список населених пунктів на Далекому Сході, пов'язаних з Україною
До списку включені населені пункти Далекого Сходу, пов'язані з Україною або українцями.

## Амурська область
- Троїцьке — перший український населений пункт на Далекому Сході, заснований вихідцями з Полтавської губернії в 1863 році.
- Середнєбільське — засноване вихідцями з Полтавської губернії в 1864 році.
- Новотроїцьке — засноване вихідцями з Полтавської губернії в 1864 році.
- Ромни — районний центр Амурської області.
- Новокиївський Увал — районний центр Амурської області.
- Катеринославка
- Верхня Полтавка
- Середня Полтавка
- Нижня Полтавка
- Чернігівка, Архаринський район
- Чернігівка, Свободненський район
- Новокиєвка
- Мазанове
- Українка, Архаринський район
- Українка, Серишевський район

## Приморський край
- Гальонки — на честь батьківщини першопоселенців з суч. с. Голінка Бахмацького району на Чернігівщині
- Київка
- Полтавка — на честь Полтави.
- Українка — село в Прикордонному районі Приморського краю.
- Хмельницьке (Хмельницкое) — село засноване переселенцями з Хмельниччини.
- Молчанівка — на честь села Молчанівки Київської губернії[1]
- Красний Кут — на честь села у Луганській області
- Гайворон
- Спаськ-Дальній — засноване в 1886 році як село Спаське переселенцями з Чернігівської губернії.
- Суражівка — на честь міста Сураж колишньої Чернігівської губернії, нині Брянської області.
- Чернігівка — на честь переселенців з Чернігівської губернії.
- Хороль — на честь українських міста і річки Хорол
- Чугуївка — на честь міста Чугуїв.
- Ніжино — на честь міста Ніжин
- Новоніжино — на честь міста Ніжин
- Прилуки — на честь українського міста Прилуки
- Многоудобноє (до 1917 р. -Великоудобное)- на честь села Удобне — Одеської області.
- Смоляніново — на честь села Смолянинове на Луганщині.
- Красне — зникле село Дальнєрєченського району.

## Хабаровський край
- м.Хабаровськ
- Українська слобода — зараз у складі м. Хабаровськ
- Новоукраїнська слобода — зараз у складі м. Хабаровськ[2].

## Камчатський край
- Запоріжжя (Камчатський край)